# Rufusiaceae
Famille
La famille des Rufusiaceae est une famille d'algues rouges unicellulaires de l’ordre des Rufusiales.

## Liste des genres
Selon AlgaeBase (7 août 2013), NCBI (7 août 2013) et World Register of Marine Species (7 août 2013) :
- genre Rufusia D.E.Wujek & P.Timpano, 1988 '1986'